# كريبية أطلسية
كريبية أطلسية (الاسم العلمي:Craibia atlantica) هي نوع من النباتات يتبع جنس الكريبية من الفصيلة البقولية.